# 第8屆亞洲電影大獎
第八屆亞洲電影大獎是由香港國際電影節協會主辦，於2014年3月27日在澳門舉行。

## 名單
注：粗體字代表名單為獲獎
| 獎項         | 名單                               | 地區            |
| 最佳電影     | 無人區                             | 中国大陆        |
| 最佳電影     | 一代宗師                           | 香港、 中国大陆 |
| 最佳電影     | 字裡人間                           | 日本            |
| 最佳電影     | 美味情書                           | 印度            |
| 最佳電影     | 末世列車                           | 、 美国、 法國  |
| 最佳電影     | 郊遊                               | 法國、 臺灣     |
| 最佳導演     | 奉俊昊（末世列車）                 | 、 美国、 法國  |
| 最佳導演     | 陳哲藝（爸媽不在家）               | 新加坡          |
| 最佳導演     | 是枝裕和（誰調換了我的父親）       | 日本            |
| 最佳導演     | 蔡明亮（郊遊）                     | 法國、 臺灣     |
| 最佳導演     | 王家衛（一代宗師）                 | 香港、 中国大陆 |
| 最佳男主角   | 福山雅治（誰調換了我的父親）       | 日本            |
| 最佳男主角   | 伊凡·卡漢（美味情書）              | 印度            |
| 最佳男主角   | 李康生（郊遊）                     | 法國、 臺灣     |
| 最佳男主角   | 梁朝偉（一代宗師）                 | 香港、 中国大陆 |
| 最佳男主角   | 宋康昊（逆權大狀）                 |                 |
| 最佳女主角   | 尤金多明哥（理髮師奶起革命）       | 菲律賓          |
| 最佳女主角   | 韓孝周（天眼跟蹤）                 |                 |
| 最佳女主角   | 鮑起靜（殭屍）                     | 香港            |
| 最佳女主角   | 真木陽子（再見溪谷）               | 日本            |
| 最佳女主角   | 章子怡（一代宗師）                 | 香港、 中国大陆 |
| 最佳男配角   | 趙又廷（致我們終將逝去的青春）     | 中国大陆        |
| 最佳男配角   | 黃渤（無人區）                     | 中国大陆        |
| 最佳男配角   | 鄭雨盛（天眼跟蹤）                 |                 |
| 最佳男配角   | 小田切讓（字裡人間）               | 日本            |
| 最佳男配角   | 妻夫木聰（東京家族）               | 日本            |
| 最佳女配角   | 蒼井優（東京家族）                 | 日本            |
| 最佳女配角   | 范曉萱（明天記得愛上我）           | 臺灣            |
| 最佳女配角   | 金姈愛（逆權大狀）                 |                 |
| 最佳女配角   | 二階堂富美（一代電影粉皮）         | 日本            |
| 最佳女配角   | 楊雁雁（爸媽不在家）               | 新加坡          |
| 最佳新演員   | 蔡瀚億（狂舞派）                   | 香港            |
| 最佳新演員   | 任時完（逆權大狀）                 |                 |
| 最佳新演員   | 江疏影（致我們終將逝去的青春）     | 中国大陆        |
| 最佳新演員   | 木下美咲（共食家族）               | 日本            |
| 最佳新演員   | 二宮慶多（誰調換了我的父親）       | 日本            |
| 最佳編劇     | 賴舒·彼查（美味情書）              | 印度            |
| 最佳編劇     | 奉俊昊、（末世列車）               | 、 美国、 法國  |
| 最佳編劇     | 李檣（致我們終將逝去的青春）       | 中国大陆        |
| 最佳編劇     | 渡邊謙作（字裡人間）               | 日本            |
| 最佳編劇     | 王家衛、鄒靜之、徐浩峰（一代宗師） | 香港、 中国大陆 |
| 最佳攝影     | 金秉瑞、（天眼跟蹤）               |                 |
| 最佳攝影     | 廖本榕、宋文忠、呂慶鑫（郊遊）     | 法國、 臺灣     |
| 最佳攝影     | 菲利浦勒素（一代宗師）             | 香港、 中国大陆 |
| 最佳攝影     | 伍文拯（殭屍）                     | 香港            |
| 最佳攝影     | （青春殘酷課）                     | 、 德国、 法國  |
| 最佳美術指導 | 張叔平、邱偉明（一代宗師）         | 香港、 中国大陆 |
| 最佳美術指導 | 郝藝（無人區）                     | 中国大陆        |
| 最佳美術指導 | 稻垣尚夫（一代電影粉皮）           | 日本            |
| 最佳美術指導 | 麥國強（狄仁傑之神都龍王）         | 香港、 中国大陆 |
| 最佳美術指導 | Ondřej Nekvasil（末世列車）        | 、 美国、 法國  |
| 最佳原創音樂 | 、（談情不說愛）                   | 印度尼西亞      |
| 最佳原創音樂 | 、（靈魂奔跑者）                   | 印度            |
| 最佳原創音樂 | 梅林茂、納塞紐梅切利（一代宗師）   | 香港、 中国大陆 |
| 最佳剪接     | 張叔平、潘雄耀（一代宗師）         | 香港、 中国大陆 |
| 最佳剪接     | 杜媛（無人區）                     | 中国大陆        |
| 最佳剪接     | 伊藤潤一（一代電影粉皮）           | 日本            |
| 最佳剪接     | David Richardson（殭屍）           | 香港            |
| 最佳剪接     | 辛玟暻（天眼跟蹤）                 |                 |
| 最佳視覺效果 | 淺野秀二（真愛潛行）               | 日本            |
| 最佳視覺效果 | （一代宗師）                       | 香港、 中国大陆 |
| 最佳視覺效果 | 伊諾（殭屍）                       | 香港            |
| 最佳視覺效果 | （大明猩）                         | 、 中国大陆     |
| 最佳視覺效果 | 金旭、（狄仁傑之神都龍王）         | 香港、 中国大陆 |
| 最佳造型設計 | 張叔平（一代宗師）                 | 香港、 中国大陆 |
| 最佳造型設計 | （末世列車）                       | 、 美国、 法國  |
| 最佳造型設計 | 利碧君、余家安（狄仁傑之神都龍王） | 香港、 中国大陆 |
| 最佳造型設計 | （觀相）                           |                 |

### 終身成就獎
- 侯孝賢

### 2013年最高票房亞洲電影大獎
- 《西遊・降魔篇》/

### 酩悦亞洲飛躍演員大獎
- 金南佶

### 酩悦亞洲傑出男演員大獎
- 甄子丹

### 酩悦亞洲傑出女演員大獎
- 劉嘉玲

## 入圍與得獎數目

### 得獎
| 獲獎數目 | 電影     |
| -------- | -------- |
| 7        | 一代宗師 |
| 2        | 美味情書 |

### 入圍
| 數目 | 電影     |
| ---- | -------- |
| 11   | 一代宗師 |
| 5    | 末世列車 |

## 外部連結
- 亞洲電影大獎官方網頁 （页面存档备份，存于）